# 北海道道395号問寒別停車場下国府線
北海道道395号問寒別停車場下国府線（ほっかいどうどう395ごう といかんべつていしゃじょうしもこくふせん）は、北海道北部の天塩郡幌延町と天塩町を結ぶ一般道道（北海道道）である。

## 概要
起点の地名は「下コクネップ（下国根府）」であるが、路線名は「下国府」である。なお、下コクネップの東南（天塩川上流方）に隣接する中川町内に「国府」の字名がある。

### 路線データ
- 起点：北海道天塩郡幌延町字問寒別（JR北海道 宗谷本線 問寒別駅）
- 終点：北海道天塩郡天塩町字下コクネップ（国道40号交点）
- 総延長：3.888 km
- 実延長：3.873 km
- 重用延長：0.015 km

### 道路管理者
- 宗谷総合振興局 稚内建設管理部 事業課
- 留萌振興局 留萌建設管理部 遠別出張所

## 歴史
- 1961年（昭和36年）3月31日 - 路線認定[3]。

## 路線状況

### 道路施設

#### 主な橋梁
- 平成橋（33 m、アイカップ川、幌延町字問寒別）
- 新問寒大橋（232 m、天塩川、天塩町字下コクネップ）
- 新国根府橋（80 m、コクネップ川、天塩町字下コクネップ）

## 地理

### 通過する自治体
- 宗谷総合振興局
  - 天塩郡幌延町
- 留萌振興局
  - 天塩郡天塩町

### 交差する道路
幌延町
- 北海道道583号上問寒問寒別停車場線 - 字問寒別

天塩町
- 国道40号 - 字下コクネップ（終点）

### 沿線にある施設など
幌延町
- JR北海道 宗谷本線 問寒別駅
- 問寒別郵便局
- 幌延町立問寒別小中学校